# Jean de Joigny
Juan de Juni
Jean de Joigny est un sculpteur franco-espagnol né à Joigny (Yonne) en 1506 et mort à Valladolid le 10 avril 1577. Il est connu également sous le nom hispanisé Juan de Juni.
Juan de Juni a eu trois fils légitimes, José, Juan de Mendoza Juni, Simeón, et un fils naturel, Isaac de Juni. 

## Œuvres

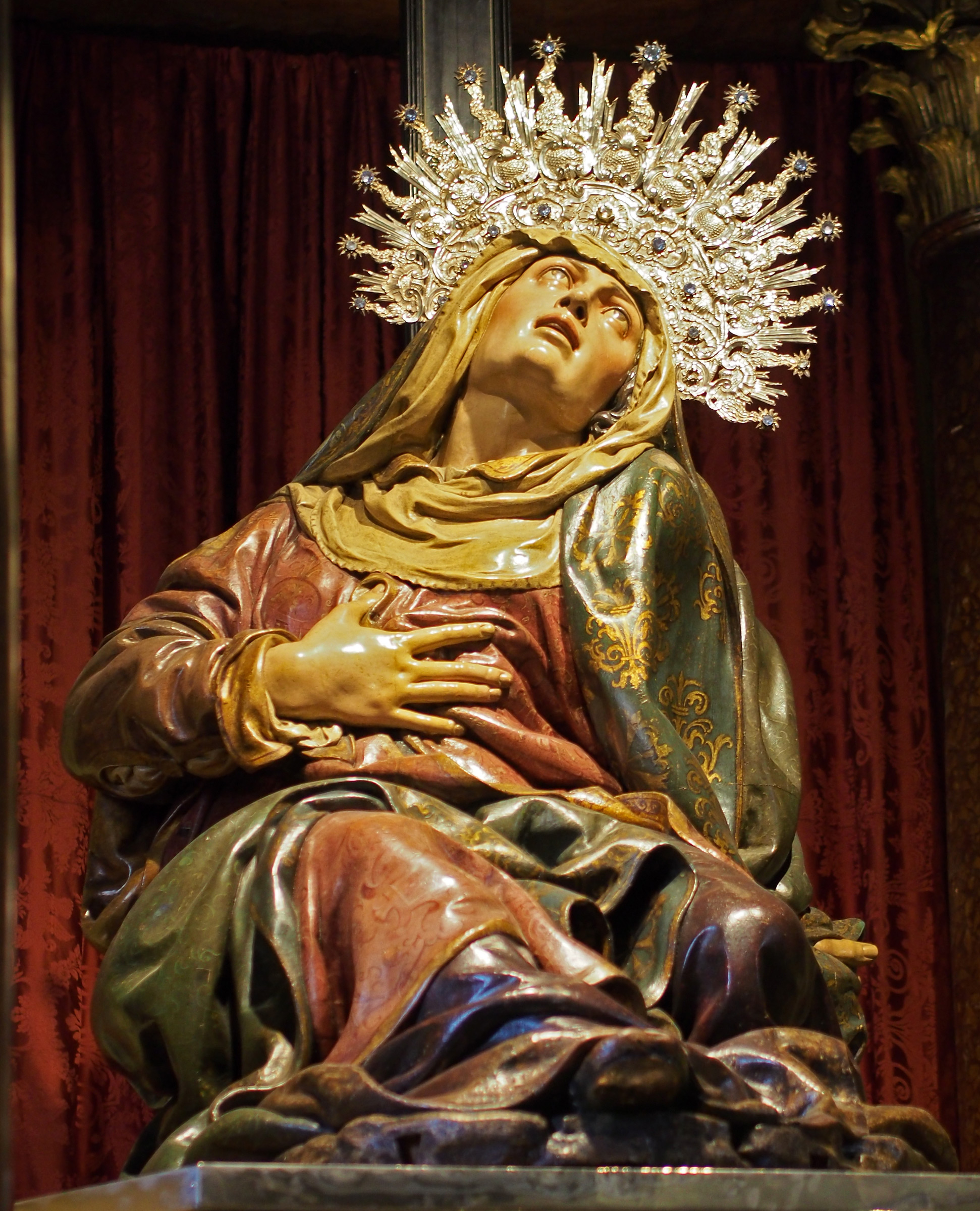
Vierge des sept douleurs

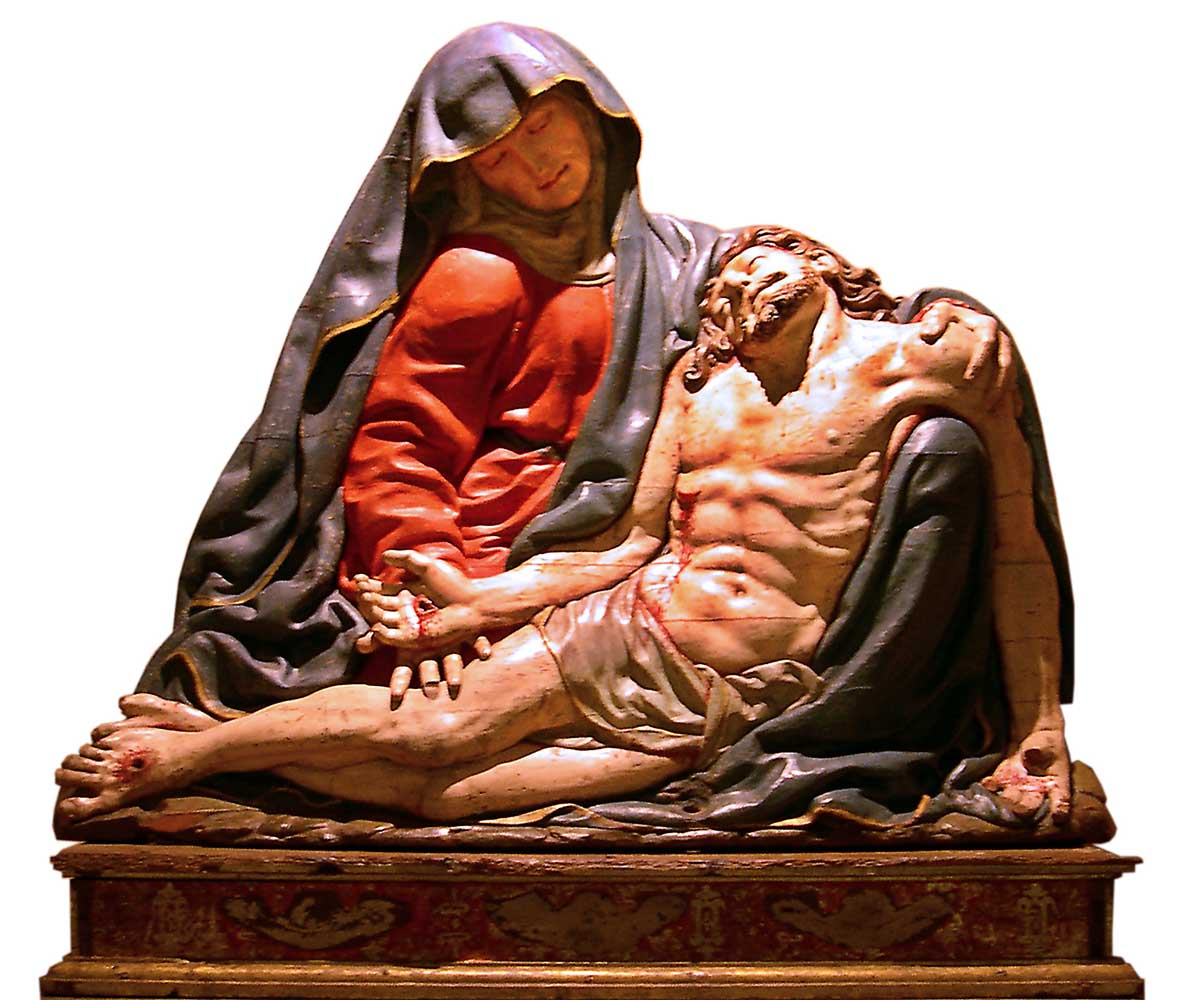
Piéta (v. 1575)

De ce sculpteur il nous reste un certain nombre d'œuvres : 
- Une Vierge des douleurs polychrome qui date d'environ 1570, conservée dans l'église Notre-Dame des Douleurs de Valladolid, encore aujourd'hui promenée dans la ville lors de la semaine sainte.
- Un Christ en croix, également polychrome, est conservé au couvent Santa Catalina de Valladolid. Selon la légende, le sculpteur serait enterré au pied de la croix.
- Au musée national de la sculpture de Valladolid sont encore conservés un Saint Antoine de Padoue en bois polychrome et dans la Capilla de la Piedad, une Mise au tombeau qui faisait partie d'un retable du Saint Sépulcre aujourd'hui disparu.
- Le musée de la cathédrale de Valladolid conserve de lui une Tête de saint Blaise et un Ecce homo.
- On lui doit aussi une Piéta datée de 1575 et conservée au musée Las Ferias de Medina del Campo.
- Le retable de l'église de San Martín à Calzadilla de la Cueza est également attribué à son école, sinon à l'artiste lui-même.

## LaMise au tombeau
La Mise au tombeau est un motif iconographique chrétien qui date du Xe siècle, et sert de pendant à la descente de Croix. Cette mise en scène dramatique évoque les tableaux vivants mis en scène lors des fêtes principales de l'année liturgique. Le moment est une libre interprétation du passage des Évangiles où Joseph d'Arimathie, ayant obtenu de Pilate l'autorisation de descendre le corps du Christ de la croix, s'apprête à l'envelopper dans un linceul avant de le laisser dans un sépulcre proche. L'épisode est celui qui suit la descente de la croix et qui précède la Résurrection. Occupant la place principale au centre, gisant sur son linceul, le Christ porte encore la trace des stigmates qui auront disparu dans le corps glorieux des représentations de la Résurrection. Derrière lui, la Vierge, mater dolorosa, soutenue par les bras vigoureux de Saint Jean, fait mine de vouloir étreindre une dernière fois son fils. Derrière le Christ, un acolyte relève la main qui tient un linge et porte dans l'autre la couronne d'épines. À gauche, Joseph d'Arimathie fait un signe de la main vers un spectateur invisible ; à droite, Nicodème, personnage qui n'apparaît que dans l'Évangile de Jean, et Marie de Magdala tiennent les aromates qui ont servi à la préparation du corps. Le réalisme héroïque des figures, la vivacité des attitudes, le mouvement des drapés et la richesse de la polychromie forme un ensemble baroque, calculé pour émouvoir la sensibilité des spectateurs.

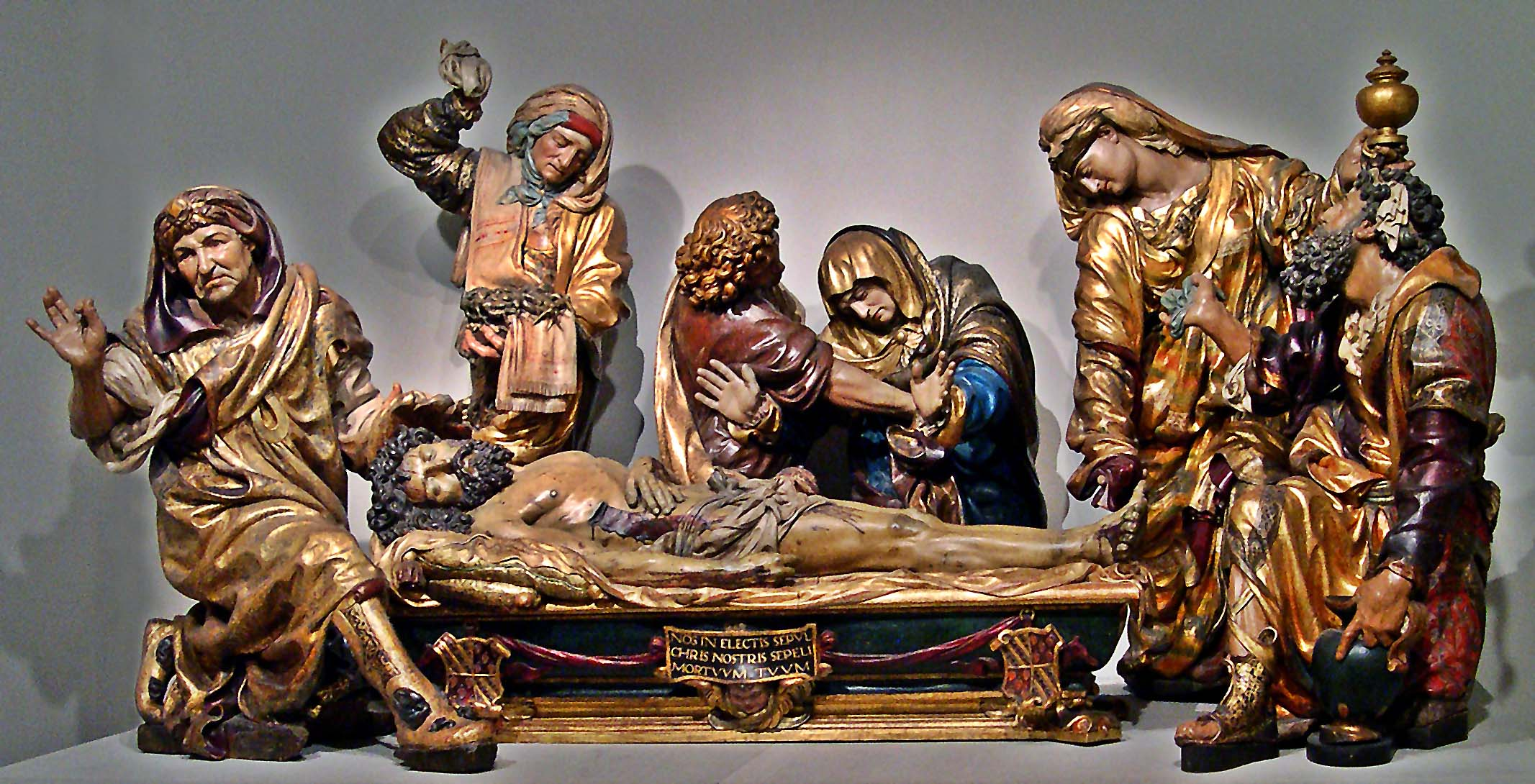
Mise au sépulcre, morceau du retable de la chapelle du sépulcre dans le cloître du couvent Saint-François de Valladolid, aujourd'hui disparu. Musée national de la sculpture de Valladolid.